# NHL Winter Classic 2008
Das AMP Energy NHL Winter Classic war ein Freiluft-Eishockeyspiel zwischen den Buffalo Sabres und den Pittsburgh Penguins, das am 1. Januar 2008 im Ralph Wilson Stadium in Orchard Park, New York im Rahmen der NHL-Saison 2007/08 ausgetragen wurde. Es war das zweite Freiluftspiel in der Geschichte der National Hockey League nach dem Heritage Classic, das 2003 zwischen den Edmonton Oilers und Canadiens de Montréal in Edmonton ausgetragen wurde. Die Ausrichtung der Partie war von der Ligaleitung der NHL am 17. September 2007 bestätigt worden. Das Spiel war das erste offizielle Freiluftspiel der NHL auf US-amerikanischem Boden. Als Sponsor konnten die NHL-Offiziellen PepsiCo verpflichten, die mit ihrem Produkt „AMP Energy“ Namensgeber der Veranstaltung waren.

## Kartenvorverkauf und Zuschauer

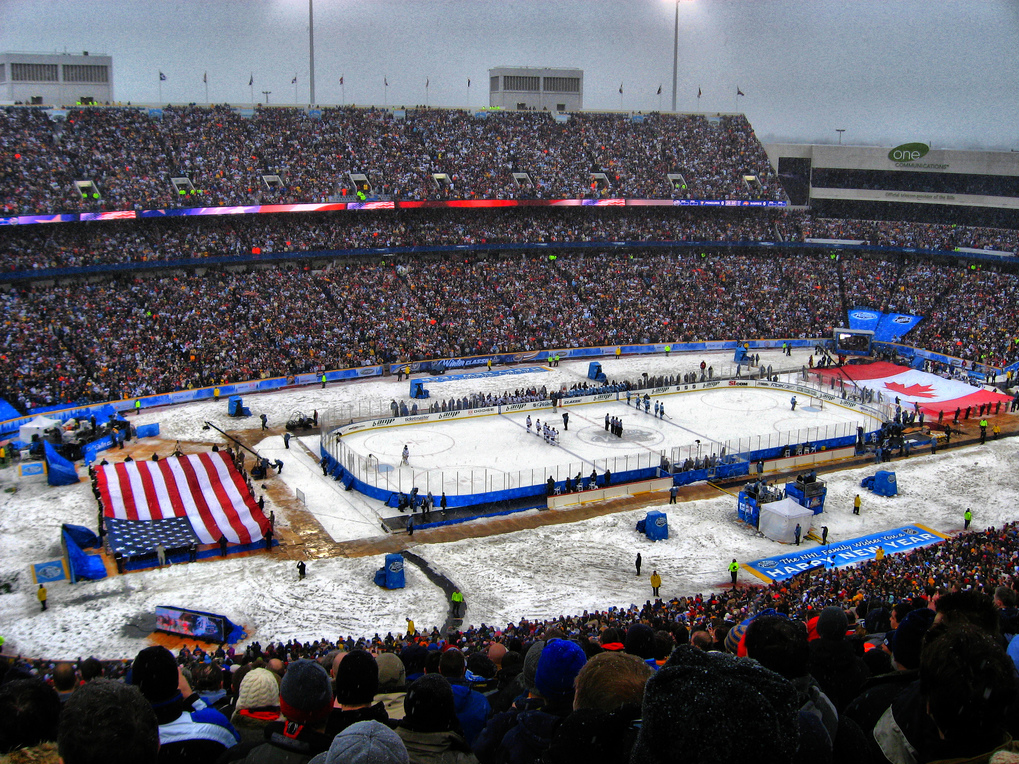
Das Innere des Ralph Wilson Stadium während der Eröffnungsfeier

Einen Tag nach der Bekanntgabe wurde der Vorverkauf eröffnet, der bereits nach 30 Minuten beendet war, als die 41.000 verfügbaren Eintrittskarten verkauft waren. Die restlichen Karten wurden für Dauerkartenbesitzer der Buffalo Sabres und Buffalo Bills, die NHL, sowie für Spieler der beiden Mannschaften zurückgehalten. Einen Tag vor dem Spiel, nachdem alle Aufbaumaßnahmen im Stadion abgeschlossen waren, gab die NHL noch einmal wenige Tickets auf den freien Markt.
Insgesamt wurde mit 71.217 Zuschauern ein neuer NHL-Rekord aufgestellt, womit der seit dem Heritage Classic, das im Commonwealth Stadium von Edmonton ausgetragen wurde, bestehende Rekord von 57.167 Zuschauern, deutlich überboten wurde.

## Regeländerungen
Aufgrund der Austragung unter freiem Himmel ließ NHL-Commissioner Gary Bettman im Vorfeld des Spiels einige kleinere Regeländerungen zu, damit für beide Mannschaften die Chancengleichheit bei widrigen Bedingungen gegeben war.
Durch den erwarteten Wind wurden die Regeln dahingehend geändert, dass die Mannschaften nach der Hälfte des Schlussdrittels noch einmal die Seiten wechselten, so dass jede Mannschaften jeweils 30 Minuten auf eines der beiden Tore spielte. In der fünfminütigen Overtime bedingt durch einen ausgeglichenen Spielstand nach 60 Minuten, wechselten beide Mannschaften nach zweieinhalb Minuten nochmals die Seiten. Beim Shootout, zu dem es bei einem Unentschieden nach der Overtime kommt, konnten die beiden Torhüter das zu verteidigende Tor selbst auswählen.

## Berichterstattung
Das Spiel wurde in den Vereinigten Staaten von NBC im TV ausgestrahlt. In Kanada hielten CBC und RDS die Übertragungsrechte. Zudem war das Spiel über das NHL-eigene und kostenpflichtige NHL Center Ice Online empfangbar. Für die Berichterstattung via Radio war Westwood One in den Vereinigten Staaten sowie in Kanada verantwortlich. Weltweit war das Spiel über XM Satellite Radio zu hören.
Am Vortag des Spiels wurde ein mehrstündiges Spezial übertragen, das die Mannschaften während des Trainings auf der Eisfläche zeigte.

## Sportliche Ausgangslage
Die Pittsburgh Penguins hatten vor der Partie bereits 38 der insgesamt 82 Saisonspiele bestritten. Mit 20 Siegen, 16 Niederlagen und zwei Overtime-Niederlagen lagen sie mit 42 Punkten auf dem vierten Platz der Atlantic Division, jedoch nur drei Punkte hinter den New Jersey Devils, die auf dem ersten Platz standen. Die Buffalo Sabres standen in der Northeast Division mit 40 Punkten aus 37 Spielen ebenfalls auf dem vierten Platz, aber bereits 14 Punkte hinter den Ottawa Senators. Sie wiesen bei einem Sieg weniger als Pittsburgh die identische Bilanz auf. Im Saisonverlauf waren die Teams zuvor einmal aufeinandergetroffen, dabei hatte Pittsburgh Buffalo am 29. Dezember 2007 mit 2:0 besiegt. Im Tabellenstand der Eastern Conference belegte Pittsburgh den siebten und Buffalo den zehnten Platz.
Vier Spieler hatten bereits Erfahrung mit offiziellen Spielen unter freiem Himmel. Georges Laraque und Torhüter Ty Conklin von den Pittsburgh Penguins standen 2003 beim Heritage Classic für die Edmonton Oilers auf dem Eis. Zudem spielten Buffalos Torhüter Ryan Miller und Pittsburghs Adam Hall während ihrer Zeit an der Michigan State University 2001 im Rahmen der Saison der Central Collegiate Hockey Association im Spartan Stadium in East Lansing gegen den Staatsrivalen University of Michigan. Dabei wurde mit 74.554 Zuschauern ein Weltrekord aufgestellt.

## Spielverlauf
Das Spiel startete um 13:20 Uhr Ortszeit bei einer Temperatur von −1 °C, leichtem Nordwind und Schneefall, wobei beide Mannschaften in alten Trikotdesigns aus den 1970er und 1980er Jahren aufliefen. Die Buffalo Sabres trugen ihre traditionelle weiße Uniform mit ihrem alten dunkelblauen Logo, das einen angreifenden Büffel über zwei gekreuzten Säbeln zeigt. In dieser waren sie in den Spielzeiten zwischen 1978/79 und 1995/96 aufgelaufen. Die Auswärtsmannschaft, die Pittsburgh Penguins, spielten in ihren hellblauen Trikots, mit denen sie zwischen 1968/69 und 1972/73 in der Liga angetreten waren. Es war das erste Mal seit 1980, dass die Penguins diese Trikots trugen. Auch die beiden Torhüter Ryan Miller und Ty Conklin schlossen sich diesem Retro-Look an und trugen dazu farblich angepasste Masken und Schoner.
| 1. Januar 2008 13:00 Uhr | Pittsburgh Penguins C. Armstrong (S. Crosby) (0:21) S. Crosby (SO) | 2:1 n. P. (1:0, 0:1, 0:0, 0:0, 1:0) | Buffalo Sabres B. Campbell (T. Connolly, D. Paille) (21:25) | Ralph Wilson Stadium, Orchard Park |

Bereits nach 21 Sekunden im Anfangsdrittel gingen die Pittsburgh Penguins durch Colby Armstrong in Führung, der nach Zuspiel von Sidney Crosby Buffalos Torhüter Ryan Miller überwinden konnte. Buffalo kam in der Folge nur schwer ins Spiel und schwächte sich selbst durch mehrere Strafen, die Powerplay-Situationen für die Penguins ergaben. Jedoch konnte Pittsburgh die fast fünf Minuten Überzahlspiel im ersten Durchgang nicht dazu nutzen den Spielstand zu erhöhen. Aufgrund des Schneefalls war es im Verlauf des ersten Drittes immer wieder zu Unterbrechungen gekommen, damit das Eis vom Schnee befreit werden konnte. Die schlechte Chancenverwertung Pittsburghs rächte sich nach 1:25 Minuten im zweiten Drittel als Verteidiger Brian Campbell nach einem Pass von Tim Connolly das Spiel ausgleichen konnte. Zwischenzeitlich hatte es aufgehört zu schneien und die Teams agierten vorsichtiger als noch im ersten Drittel. Auch im dritten und letzten Drittel, das durch den Seitenwechsel nach zehn gespielten Minuten wieder durch eine lange Pause unterbrochen war als das Eis vom Schnee befreit wurde, der wieder eingesetzt hatte, egalisierten sich beide Teams weitestgehend und beschränkten sich auf ein sehr physisches Spiel. Erst knapp fünf Minuten vor Ende der regulären Spielzeit erhöhten die Pittsburgh Penguins merklich den Druck auf Buffalos Defensive, die dadurch einige brenzlige Situationen zu überstehen hatte, selbst aber kurz vor Spielende ebenfalls gute Einschussmöglichkeiten vergaben. Durch den ausgeglichenen Spielstand nach 60 Minuten folgte eine fünfminütige Overtime, in der die Penguins aufgrund einer Strafe, die sie am Ende des Schlussdrittels erhalten hatte, die ersten zwei Minuten in Unterzahl bestreiten mussten. Trotz guter Möglichkeiten für Buffalo überstand Pittsburgh die zwei Minuten und rettete sich in den Shootout. Gleich den ersten Penalty verwandelte Buffalos Aleš Kotalík. Nachdem Erik Christensen auf Seiten Pittsburghs und Tim Connolly auf Seiten Buffalos verschossen, glich Kristopher Letang das Spiel aus. Der letzte Sabres-Schütze Maxim Afinogenow konnte Ty Conklin auch nicht überwinden, wodurch Sidney Crosby im letzten Versuch für Pittsburgh schließlich den Sieg für sein Team einfuhr.

## Auswirkungen
Nach dem Erfolg des NHL Winter Classic 2008 verkündeten die Verantwortlichen der Liga, auch in der Spielzeit 2008/09 ein Winter Classic unter freiem Himmel veranstalten zu wollen. Die Partie zwischen den Chicago Blackhawks und den Detroit Red Wings wurde am 1. Januar 2009 im 41.118 Zuschauer fassenden Wrigley Field in Chicago ausgetragen.